# 木樨園駅
木樨園駅（もくせいえん-えき）は中華人民共和国北京市東城区に位置する北京地下鉄8号線の駅。

## 歴史
- 2018年12月30日 - 開業[1]。

## 駅構造

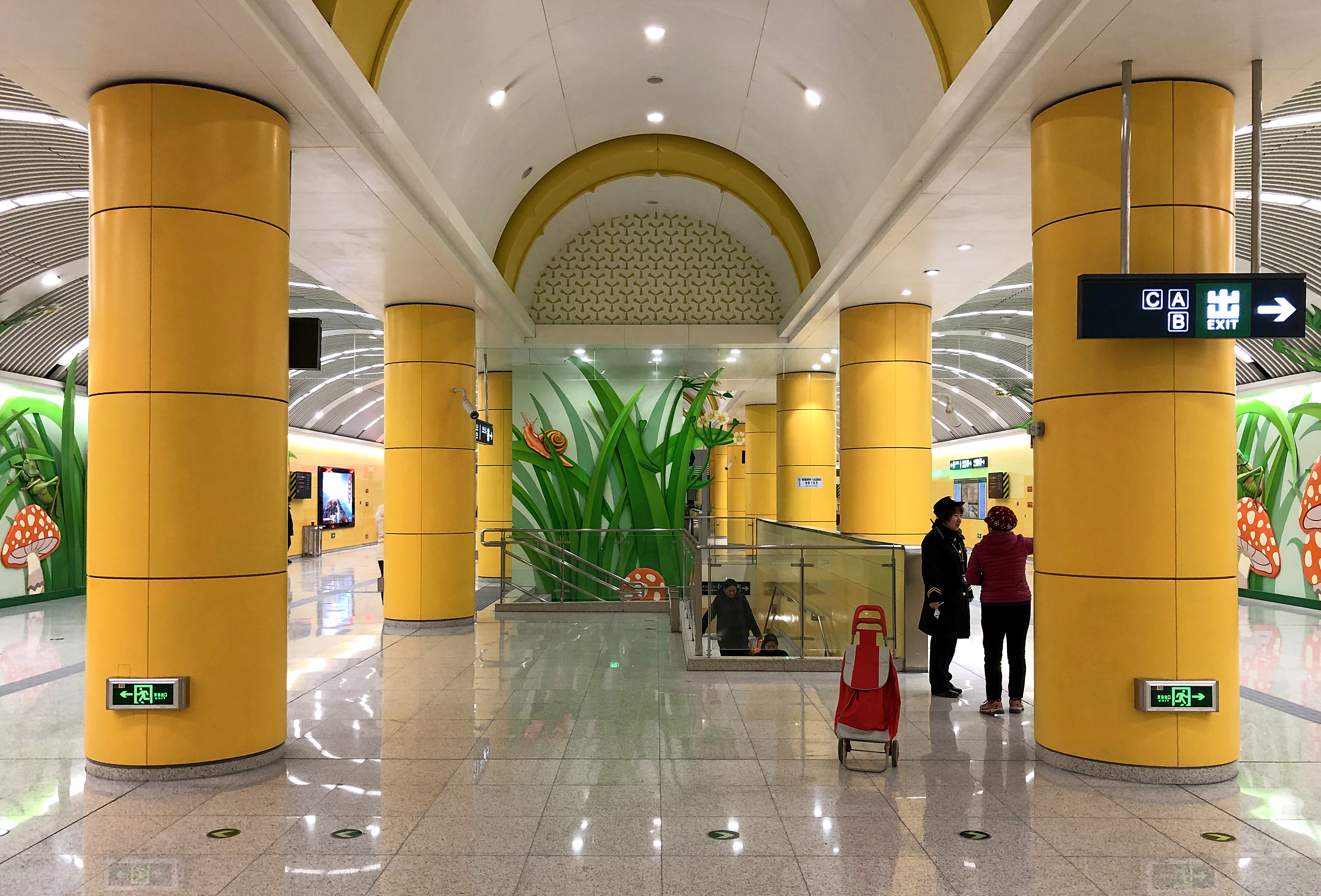
ホーム

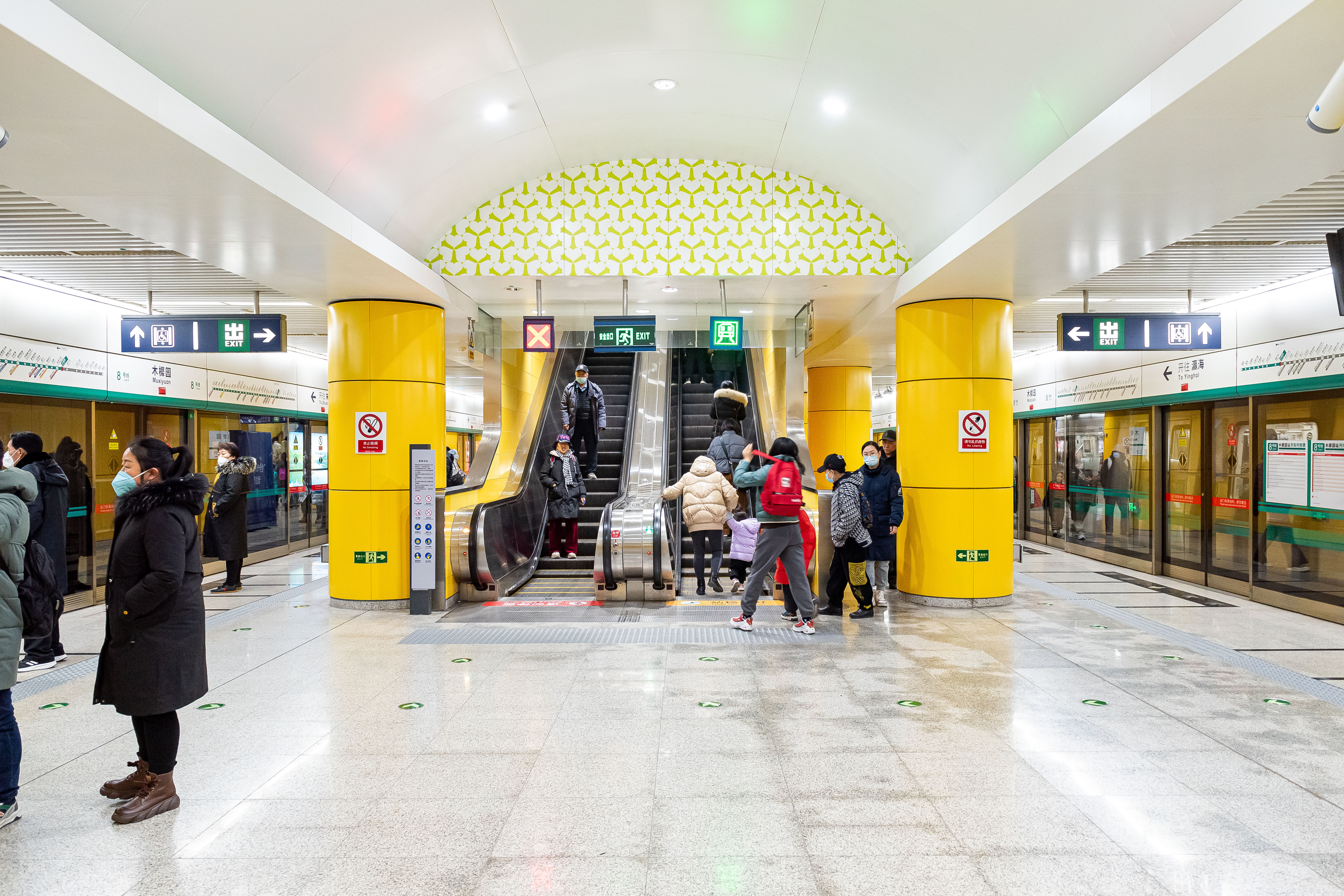
ホーム

島式ホーム1面2線を有する地下駅。

## 駅周辺
- 百栄世貿商城
- 木樨園世貿商業中心
- 北京市工貿技師学院

## 隣の駅
北京地下鉄
■8号線
永定門外駅 - 木樨園駅 - 海戸屯駅